# 金银岛 (西沙群岛)
金银岛（英语：Money Island），越方称之为光影岛（越南语：／），是西沙群岛中的一个岛屿，现由中华人民共和国政府实际控制，中国海军在该岛驻有军队，行政上划归海南省三沙市管辖。

## 地理位置
金银岛位于南中国海西沙群岛永樂群島西端，甘泉岛西南约7海里，羚羊礁以西3.5海里。

## 地理地质
金银岛面积0.36平方公里。岛中部洼地为干涸潟湖，土壤主要是磷质石灰土，岛四周有沙堤环绕，岛上植被繁茂，鸟类众多。岛上有淡水，可饮用。

## 人文遗迹
岛上曾发现有清代瓷器。

## 命名
- 1935年公布名称为“钱财岛”。
- 1947年和1983年公布名称为“金银岛”。岛名来源有两种说法：一说是岛上曾发掘出不少古代钱币，另一说是岛附近盛产名贵海产。

中国渔民俗称“尾峙”、“尾岛”。